# Vieux bâtiment situé 46 rue Nemanjina à Požarevac
Le vieux bâtiment situé 46 rue Nemanjina à Požarevac (en serbe cyrillique : Стара зграда у Немањиној улици бр.46 Пожаревцу ; en serbe latin : Stara zgrada u Nemanjinoj ulici br.46 Požarevcu) se trouve à Požarevac, dans le district de Braničevo, en Serbie. Il est inscrit sur la liste des monuments culturels protégés de la République de Serbie (identifiant no SK 620).

## Présentation
La maison, de dimensions modestes, était située 46 rue Nemanjina, dans une vaste cour, à environ 50 m en retrait de la rue. Elle avait été construite au début du XIXe siècle et classée en 1969.
Par son type, elle appartenait aux petites maisons de ville ressemblant en fait aux maisons villageoises de la région de Pomoravlje. De plan asymétrique, elle était dotée d'un foyer installé dans la pièce centrale ; deux autres pièces étaient situées de part et d'autre de cette première pièce. À l'avant, elle disposait d'un long porche-galerie soutenu par trois piliers en bois. Le bâtiment était construit selon la technique des colombages et il était recouvert d'un toit en tuiles.
La maison appartenait à la famille Živanović.